# Yonatan Cohen
Yonatan Cohen (in ebraico יונתן כהן‎?; Tel Aviv, 29 giugno 1996) è un calciatore israeliano, attaccante del Melbourne City.

## Biografia
Cohen è nato a Tel Aviv da una famiglia ebrea aschenazita e ha origini polacche da parte della madre. Nel 2020 ha acquisito il passaporto polacco. Anche suo fratello maggiore Guy Cohen è un calciatore, e suo padre Mickey Cohen è un ex calciatore che ha giocato anche nel Maccabi Tel Aviv.

## Carriera

### Club
Cohen ha iniziato a giocare nel settore giovanile del Maccabi Tel Aviv, prima di essere girato in prestito al Beitar Tel Aviv Ramla e al Bnei Yehuda. L'allora allenatore Arik Benado portò Cohen al Bnei Yehuda, dove avrebbe fatto il suo esordio nella massima serie israeliana. Cohen divenne un importante giocatore per il Bnei Yehuda durante la stagione 2016-2017, relegando in panchina centrocampisti già affermati come Pedro Galván e Amir Agayev.
L'11 agosto 2021 viene acquistato dal Pisa. Esordisce in Serie B con la squadra toscana il 27 agosto, subentrando nella partita vinta 2-0 in casa con l'Alessandria; la sua prima rete arriva il successivo 11 settembre nella vittoria 4-1 sul campo della Ternana, nella quale segna il gol finale.
Il 28 settembre 2022 fa ritorno al Maccabi Tel Aviv.

### Nazionale
Il 21 marzo 2019 ha esordito con la nazionale israeliana giocando l'incontro pareggiato 1-1 contro la Slovenia, valido per le qualificazioni al campionato europeo di calcio 2020.

## Statistiche

### Cronologia presenze e reti in nazionale
| Cronologia completa delle presenze e delle reti in nazionale ― Israele | Cronologia completa delle presenze e delle reti in nazionale ― Israele | Cronologia completa delle presenze e delle reti in nazionale ― Israele | Cronologia completa delle presenze e delle reti in nazionale ― Israele | Cronologia completa delle presenze e delle reti in nazionale ― Israele | Cronologia completa delle presenze e delle reti in nazionale ― Israele | Cronologia completa delle presenze e delle reti in nazionale ― Israele | Cronologia completa delle presenze e delle reti in nazionale ― Israele |
| Data                                                                   | Città                                                                  | In casa                                                                | Risultato                                                              | Ospiti                                                                 | Competizione                                                           | Reti                                                                   | Note                                                                   |
| ---------------------------------------------------------------------- | ---------------------------------------------------------------------- | ---------------------------------------------------------------------- | ---------------------------------------------------------------------- | ---------------------------------------------------------------------- | ---------------------------------------------------------------------- | ---------------------------------------------------------------------- | ---------------------------------------------------------------------- |
| 21-3-2019                                                              | Haifa                                                                  | Israele                                                                | 1 – 1                                                                  | Slovenia                                                               | Qual. Euro 2020                                                        | -                                                                      | 77’                                                                    |
| 7-6-2019                                                               | Riga                                                                   | Lettonia                                                               | 0 – 3                                                                  | Israele                                                                | Qual. Euro 2020                                                        | -                                                                      | 81’                                                                    |
| 10-6-2019                                                              | Varsavia                                                               | Polonia                                                                | 4 – 0                                                                  | Israele                                                                | Qual. Euro 2020                                                        | -                                                                      | 57’                                                                    |
| 10-10-2019                                                             | Vienna                                                                 | Austria                                                                | 3 – 1                                                                  | Israele                                                                | Qual. Euro 2020                                                        | -                                                                      | 76’                                                                    |
| 4-9-2020                                                               | Glasgow                                                                | Scozia                                                                 | 1 – 1                                                                  | Israele                                                                | UEFA Nations League 2020-2021 - 1º turno                               | -                                                                      | 72’                                                                    |
| 7-9-2020                                                               | Netanya                                                                | Israele                                                                | 1 – 1                                                                  | Slovacchia                                                             | UEFA Nations League 2020-2021 - 1º turno                               | -                                                                      | 46’                                                                    |
| 18-11-2020                                                             | Netanya                                                                | Israele                                                                | 1 – 0                                                                  | Scozia                                                                 | UEFA Nations League 2020-2021 - 1º turno                               | -                                                                      | 84’                                                                    |
| 26-3-2022                                                              | Sinsheim                                                               | Germania                                                               | 2 – 0                                                                  | Israele                                                                | Amichevole                                                             | -                                                                      | 84’                                                                    |
| Totale                                                                 |                                                                        | Presenze                                                               | 8                                                                      |                                                                        | Reti                                                                   | 0                                                                      |                                                                        |

## Palmarès

### Club

#### Competizioni nazionali
- Coppa d'Israele: 2

Bnei Yehuda: 2016-2017
Maccabi Tel Aviv: 2020-2021
- Coppa Toto Al: 2

Maccabi Tel Aviv: 2018-2019, 2020-2021
- Campionato israeliano: 3

Maccabi Tel Aviv: 2018-2019, 2019-2020, 2023-2024
- Supercoppa d'Israele: 3

Maccabi Tel Aviv: 2019, 2020, 2024
- Campionato australiano: 1

Melbourne City: 2024-2025